# Júlio de Queiroz
Júlio Dias de Queiroz (Alegre, 18 de fevereiro de 1926 — Florianópolis, 30 de maio de 2016) foi um filósofo, tradutor e escritor brasileiro.

## Vida
Durante a pós-graduação estudou em Munique, Kiel, Londres e Berlim. Doutorou-se com a tese Aspectos Estéticos da Mística Católica Medieval Alemã.

## Carreira
Foi titular da cadeira 10 da Academia Catarinense de Letras. Foi recepcionado pelo acadêmico Edy Leopoldo Tremel, em 27 de novembro de 1981.

## Algumas publicações
- Breve Aro, 1981
- Os Convidados à Trama, 1984
- As Permutas e Outros Contos, 1996
- Umas Passageiras; Outras, Crônicas, 1976
- Cambada de Mentirosos (coautor), 1978
- Informes a Narciso, 1984
- Baú de Mascate, 1994
- A Cidade Amada, 1997
- Placidin e os Monges, 1998
- Deuses e Santos como Nós, 2000
- Álgebra de Sonhos, 2000
- Encontros de Abismos, 2002
- Além das Cortinas da Alzheimer, 2004
- O Esplendor Aprisionado, 2005
- Nas Dobras do Tempo, 2006
- Perfume de Eternidade, 2006
- O Preço da Madrugada, 2007
- Iluminando o Morrer, 2007

- Morrer para Principiantes: ensaios, 2008.